# Maliattha tegulata
Maliattha tegulata är en fjärilsart som beskrevs av Butler 1889. Maliattha tegulata ingår i släktet Maliattha och familjen nattflyn. Inga underarter finns listade i Catalogue of Life.